# Relaciones Filipinas-Perú
Las Relaciones Filipinas-Perú se refieren a las relaciones internacionales entre Filipinas y Perú. Filipinas y Perú son países predominantemente católicos y formaron parte del Imperio español durante cientos de años.

## Historia
Durante el período colonial de dominio español, hubo un comercio significativo entre la Capitanía General de Filipinas y el Virreinato del Perú. Pero hubo cambios frecuentes y reversiones de los volúmenes comerciales. Después de la conquista española de Filipinas en 1560, las islas se convirtieron en un punto focal del comercio transpacífico entre Perú y China. Se exportaron grandes cantidades de plata del Perú, mientras que los productos de lujo como la seda se importaron de China a través de Filipinas. Sin embargo, en 1581 la corona española concedió el monopolio al puerto de Acapulco para el comercio sobre el Pacífico. Sin embargo, los comerciantes del Perú continuaron comerciando con Filipinas, en violación del Real Decreto. Gonzalo Ronquillo de Peñalosa, el gobernador general de Filipinas, envió galeones al Perú en 1581 y 1582 con el mensaje de que el comercio con Manila era ilegal. Aunque ilegal, el comercio continuó en secreto. Beneficiarse de productos asiáticos más baratos; Se formó una alianza comercial entre México, Manila y Lima contra Madrid que impuso importaciones más caras desde la capital española debido a su monopolio forzoso. El contrabando de bienes Chinos a Perú involucró a comerciantes y políticos Peruanos.
A principios del siglo XVII, hubo importantes importaciones de bienes chinos a las ciudades de Lima y Potosí. El año pico fue 1602, cuando las importaciones procedentes de Asia se estimaron en un valor de 5 millones de pesos. Mientras tanto, Perú envió colonos y soldados a Filipinas. En 1635 el exgobernador de Panamá, Don Sebastián Hurtado de Corcuera, trajo un gran número de soldados y colonos peruanos para asentar la Ciudad-Fortaleza de Zamboanga en Filipinas.
En 1793, la Compañía Filipinas obtuvo permiso para reanudar las exportaciones a Perú. Tras las guerras de independencia latinoamericanas, los peruanos se contaban entre los latinoamericanos que apoyaron al autoproclamado emperador de Filipinas, Andrés Novales, en su fallida revuelta contra España.

## Años después
En 2008, la expresidenta filipina Gloria Macapagal Arroyo y el expresidente peruano Alan García mantuvieron conversaciones bilaterales y compartieron puntos comunes hablando sobre el parentesco entre sus dos países. Tras la reunión de los dos Presidentes, se anunció en 2008 que la reintroducción del idioma español en las escuelas filipinas en 2009 sería una medida muy oportuna, ya que Filipinas y Perú habían acordado ampliar sus relaciones diplomáticas, bilaterales y comerciales. En 2009, un Departamento de Educación de Filipinas orden titular una educación basada en una "lengua materna  Multilingüística (MLE)" detallando una metodología educativa que no implicaba el idioma español.

## Misiones diplomáticas
- Perú está acreditado ante Filipinas desde su embajada en Bangkok, Tailandia.[10]
- Filipinas está acreditada ante el Perú desde su embajada en Santiago, Chile.[11]